# Hoplothrips fieldsi
Hoplothrips fieldsi är en insektsart som beskrevs av Crawford 1939. Hoplothrips fieldsi ingår i släktet Hoplothrips och familjen rörtripsar. Inga underarter finns listade i Catalogue of Life.